# Каролос Кун
Каролос Кун (грец. Κάρολος Κουν; 13 вересня 1908, Бурса, Османська імперія — 14 лютого 1987, Афіни, Греція) — грецький театральний режисер, відомий своїми постановками вистав давньої Греції.

## Біографія
Кун народився в Бурсі, Османська імперія. Його мати була гречанкою, а батько — польським євреєм. Школу закінчив в Бурсі, потім Стамбульський коледж Роберта, після якого поступив до Сорбонни. Проте він не зміг продовжити навчання, так як не зміг його оплатити через погіршення фінансового положення родини.
Він отримував схвальні відгуки за свої непристойні та яскраві постановки політичних комедій V століття до н. е. Арістофана. 1942 року заснував експериментальний Художній театр та драматичну школу при ньому.
Кун ставив прем'єри в Афінах таких європейських авангардистів як Бертольт Брехт та Луїджі Піранделло. 1962 року постановка Куна «Птахи» старогрецького поета Арістофана виграла першу премію на міжнародному фестивалі у Парижі.
Він також працював з відомою акторкою Меліною Меркурі. Вона грала Бланш Дюбо у п'єсі Трамвай «Бажання», яка була поставлена Куном. Серед інших драматургів, яких Кун представив грецькій публіці були Жан Жене, Федеріко Гарсія Лорка та Ежен Йонеско.
Кун залишався політично активним все своє життя, що мало прямий вплив на його фінансове становище. Його театр був відповідальним за навчання золотого покоління акторів грецького кіно.
Помер Кун 14 лютого 1987 року внаслідок серцевого приступу.